# غراهام كروفورد
غراهام كروفورد (16 أكتوبر 1967 في المملكة المتحدة - ) (بالإنجليزية: Graham Crawford)‏ هو لاعب كريكت بريطاني. لعب مع Surrey Cricket Board ‏.